# Lilla Avtjärnen (Mora socken, Dalarna)
Lilla Avtjärnen är en sjö i Mora kommun i Dalarna och ingår i Dalälvens huvudavrinningsområde.